# Ricardo Cabanas
Ricardo Cabanas (Zurigo, 17 gennaio 1979) è un dirigente sportivo, ex calciatore e allenatore di calcio svizzero, di origine spagnola, di ruolo centrocampista. Dal 2021 è coordinatore del settore giovanile dello Grasshoppers.

## Carriera

### Club
Ha iniziato a giocare nel Grasshoppers, dove ha passato ben otto anni, con una parentesi francese al Guingamp in prestito nella stagione 2003/04. Prima del campionato del mondo 2006, ha attirato su di sé l'interesse di molti club europei: alla fine, l'ha spuntata il Colonia, che gli ha fatto firmare un contratto quadriennale. Il buon mondiale disputato dalla Nazionale svizzera lo ha confermato nella rosa del Colonia per la stagione successiva, al termine della quale è tornato nel suo paese, per giocare di nuovo con il Grasshoppers.

### Nazionale
La prima esperienza europea con la Svizzera è stata durante il campionato europeo di calcio Under-21 2002, quando ha fatto parte della rosa dei convocati per la spedizione. Ha poi esordito nella Nazionale maggiore il 16 agosto 2000 contro la Grecia.
Con la maglia della nazionale ha disputato 51 partite, segnando 4 gol, venendo incluso tra i convocati per i Mondiali di Germania e degli europei del 2004 e del 2008.

## Statistiche

### Cronologia presenze e reti in nazionale
| Cronologia completa delle presenze e delle reti in nazionale ― Svizzera | Cronologia completa delle presenze e delle reti in nazionale ― Svizzera | Cronologia completa delle presenze e delle reti in nazionale ― Svizzera | Cronologia completa delle presenze e delle reti in nazionale ― Svizzera | Cronologia completa delle presenze e delle reti in nazionale ― Svizzera | Cronologia completa delle presenze e delle reti in nazionale ― Svizzera | Cronologia completa delle presenze e delle reti in nazionale ― Svizzera | Cronologia completa delle presenze e delle reti in nazionale ― Svizzera |
| Data                                                                    | Città                                                                   | In casa                                                                 | Risultato                                                               | Ospiti                                                                  | Competizione                                                            | Reti                                                                    | Note                                                                    |
| ----------------------------------------------------------------------- | ----------------------------------------------------------------------- | ----------------------------------------------------------------------- | ----------------------------------------------------------------------- | ----------------------------------------------------------------------- | ----------------------------------------------------------------------- | ----------------------------------------------------------------------- | ----------------------------------------------------------------------- |
| 16-8-2000                                                               | San Gallo                                                               | Svizzera                                                                | 2 – 2                                                                   | Grecia                                                                  | Amichevole                                                              | -                                                                       | 79’ 87’                                                                 |
| 12-2-2002                                                               | Nicosia                                                                 | Cipro                                                                   | 1 – 1 dts (4 – 2 dtr)                                                   | Svizzera                                                                | Amichevole                                                              | -                                                                       | 68’                                                                     |
| 13-2-2002                                                               | Limassol                                                                | Ungheria                                                                | 1 – 2                                                                   | Svizzera                                                                | Amichevole                                                              | -                                                                       | 63’                                                                     |
| 27-3-2002                                                               | Stoccolma                                                               | Svezia                                                                  | 1 – 1                                                                   | Svizzera                                                                | Amichevole                                                              | 1                                                                       |                                                                         |
| 21-8-2002                                                               | Basilea                                                                 | Svizzera                                                                | 3 – 2                                                                   | Austria                                                                 | Amichevole                                                              | -                                                                       |                                                                         |
| 8-9-2002                                                                | Basilea                                                                 | Svizzera                                                                | 4 – 1                                                                   | Georgia                                                                 | Qual. Euro 2004                                                         | -                                                                       |                                                                         |
| 12-10-2002                                                              | Tirana                                                                  | Albania                                                                 | 1 – 1                                                                   | Svizzera                                                                | Qual. Euro 2004                                                         | -                                                                       | 63’ 81’                                                                 |
| 16-10-2002                                                              | Dublino                                                                 | Irlanda                                                                 | 1 – 2                                                                   | Svizzera                                                                | Qual. Euro 2004                                                         | -                                                                       |                                                                         |
| 12-2-2003                                                               | Nova Gorica                                                             | Slovenia                                                                | 1 – 5                                                                   | Svizzera                                                                | Amichevole                                                              | 1                                                                       |                                                                         |
| 2-4-2003                                                                | Tbilisi                                                                 | Georgia                                                                 | 0 – 0                                                                   | Svizzera                                                                | Qual. Euro 2004                                                         | -                                                                       | 69’                                                                     |
| 30-4-2003                                                               | Lancy                                                                   | Svizzera                                                                | 1 – 2                                                                   | Italia                                                                  | Amichevole                                                              | -                                                                       |                                                                         |
| 7-6-2003                                                                | Basilea                                                                 | Svizzera                                                                | 2 – 2                                                                   | Russia                                                                  | Qual. Euro 2004                                                         | -                                                                       |                                                                         |
| 11-6-2003                                                               | Lancy                                                                   | Svizzera                                                                | 3 – 2                                                                   | Albania                                                                 | Qual. Euro 2004                                                         | 1                                                                       |                                                                         |
| 20-8-2003                                                               | Lancy                                                                   | Svizzera                                                                | 0 – 2                                                                   | Francia                                                                 | Amichevole                                                              | -                                                                       |                                                                         |
| 10-9-2003                                                               | Mosca                                                                   | Russia                                                                  | 4 – 1                                                                   | Svizzera                                                                | Qual. Euro 2004                                                         | -                                                                       | 89’                                                                     |
| 18-2-2004                                                               | Rabat                                                                   | Marocco                                                                 | 2 – 1                                                                   | Svizzera                                                                | Amichevole                                                              | -                                                                       | 46’                                                                     |
| 28-4-2004                                                               | Ginevra                                                                 | Svizzera                                                                | 2 – 1                                                                   | Slovenia                                                                | Amichevole                                                              | -                                                                       | 81’                                                                     |
| 6-6-2004                                                                | Basilea                                                                 | Svizzera                                                                | 1 – 0                                                                   | Liechtenstein                                                           | Amichevole                                                              | -                                                                       | 74’                                                                     |
| 17-6-2004                                                               | Coimbra                                                                 | Inghilterra                                                             | 3 – 0                                                                   | Svizzera                                                                | Euro 2004 - 1º turno                                                    | -                                                                       | 53’                                                                     |
| 21-6-2004                                                               | Coimbra                                                                 | Svizzera                                                                | 1 – 3                                                                   | Francia                                                                 | Euro 2004 - 1º turno                                                    | -                                                                       |                                                                         |
| 18-8-2004                                                               | San Gallo                                                               | Svizzera                                                                | 0 – 0                                                                   | Irlanda del Nord                                                        | Amichevole                                                              | -                                                                       | 82’                                                                     |
| 4-9-2004                                                                | Basilea                                                                 | Svizzera                                                                | 6 – 0                                                                   | Fær Øer                                                                 | Qual. Mondiali 2006                                                     | -                                                                       | 63’                                                                     |
| 8-9-2004                                                                | Zurigo                                                                  | Svizzera                                                                | 1 – 1                                                                   | Irlanda                                                                 | Qual. Mondiali 2006                                                     | -                                                                       |                                                                         |
| 9-10-2004                                                               | Tel Aviv                                                                | Israele                                                                 | 2 – 2                                                                   | Svizzera                                                                | Qual. Mondiali 2006                                                     | -                                                                       |                                                                         |
| 9-2-2005                                                                | Dubai                                                                   | Emirati Arabi Uniti                                                     | 1 – 2                                                                   | Svizzera                                                                | Amichevole                                                              | -                                                                       | 78’                                                                     |
| 26-3-2005                                                               | Saint-Denis                                                             | Francia                                                                 | 0 – 0                                                                   | Svizzera                                                                | Qual. Mondiali 2006                                                     | -                                                                       |                                                                         |
| 30-3-2005                                                               | Zurigo                                                                  | Svizzera                                                                | 1 – 0                                                                   | Cipro                                                                   | Qual. Mondiali 2006                                                     | -                                                                       |                                                                         |
| 17-8-2005                                                               | Oslo                                                                    | Norvegia                                                                | 0 – 2                                                                   | Svizzera                                                                | Amichevole                                                              | -                                                                       | 46’                                                                     |
| 3-9-2005                                                                | Basilea                                                                 | Svizzera                                                                | 1 – 1                                                                   | Israele                                                                 | Qual. Mondiali 2006                                                     | -                                                                       | 65’                                                                     |
| 8-10-2005                                                               | Berna                                                                   | Svizzera                                                                | 1 – 1                                                                   | Francia                                                                 | Qual. Mondiali 2006                                                     | -                                                                       |                                                                         |
| 12-10-2005                                                              | Dublino                                                                 | Irlanda                                                                 | 0 – 0                                                                   | Svizzera                                                                | Qual. Mondiali 2006                                                     | -                                                                       | 77’                                                                     |
| 12-11-2005                                                              | Ginevra                                                                 | Svizzera                                                                | 2 – 0                                                                   | Turchia                                                                 | Qual. Mondiali 2006                                                     | -                                                                       |                                                                         |
| 16-11-2005                                                              | Istanbul                                                                | Turchia                                                                 | 4 – 2                                                                   | Svizzera                                                                | Qual. Mondiali 2006                                                     | -                                                                       |                                                                         |
| 1-3-2006                                                                | Glasgow                                                                 | Scozia                                                                  | 1 – 3                                                                   | Svizzera                                                                | Amichevole                                                              | 1                                                                       |                                                                         |
| 27-5-2006                                                               | Basilea                                                                 | Svizzera                                                                | 1 – 1                                                                   | Costa d'Avorio                                                          | Amichevole                                                              | -                                                                       |                                                                         |
| 31-5-2006                                                               | Lancy                                                                   | Svizzera                                                                | 1 – 1                                                                   | Italia                                                                  | Amichevole                                                              | -                                                                       | 46’                                                                     |
| 3-6-2006                                                                | Zurigo                                                                  | Svizzera                                                                | 4 – 1                                                                   | Cina                                                                    | Amichevole                                                              | -                                                                       | 63’                                                                     |
| 13-6-2006                                                               | Stoccarda                                                               | Francia                                                                 | 0 – 0                                                                   | Svizzera                                                                | Mondiali 2006 - 1º turno                                                | -                                                                       | 72’                                                                     |
| 19-6-2006                                                               | Dortmund                                                                | Togo                                                                    | 0 – 2                                                                   | Svizzera                                                                | Mondiali 2006 - 1º turno                                                | -                                                                       | 77’                                                                     |
| 23-6-2006                                                               | Hannover                                                                | Svizzera                                                                | 2 – 0                                                                   | Corea del Sud                                                           | Mondiali 2006 - 1º turno                                                | -                                                                       |                                                                         |
| 26-6-2006                                                               | Colonia                                                                 | Svizzera                                                                | 0 – 0 dts (0 – 3 dtr)                                                   | Ucraina                                                                 | Mondiali 2006 - Ottavi di finale                                        | -                                                                       |                                                                         |
| 16-8-2006                                                               | Vaduz                                                                   | Liechtenstein                                                           | 0 – 3                                                                   | Svizzera                                                                | Amichevole                                                              | -                                                                       | 69’                                                                     |
| 6-9-2006                                                                | Ginevra                                                                 | Svizzera                                                                | 2 – 0                                                                   | Costa Rica                                                              | Amichevole                                                              | -                                                                       | 82’                                                                     |
| 11-10-2006                                                              | Innsbruck                                                               | Austria                                                                 | 2 – 1                                                                   | Svizzera                                                                | Amichevole                                                              | -                                                                       | 88’                                                                     |
| 15-11-2006                                                              | Basilea                                                                 | Svizzera                                                                | 1 – 2                                                                   | Brasile                                                                 | Amichevole                                                              | -                                                                       | 73’                                                                     |
| 25-3-2007                                                               | Miami                                                                   | Colombia                                                                | 3 – 1                                                                   | Svizzera                                                                | Amichevole                                                              | -                                                                       |                                                                         |
| 2-6-2007                                                                | Basilea                                                                 | Svizzera                                                                | 1 – 1                                                                   | Argentina                                                               | Amichevole                                                              | -                                                                       | 83’ 88’                                                                 |
| 22-8-2007                                                               | Lancy                                                                   | Svizzera                                                                | 2 – 1                                                                   | Paesi Bassi                                                             | Amichevole                                                              | -                                                                       | 88’                                                                     |
| 24-5-2008                                                               | Lugano                                                                  | Svizzera                                                                | 2 – 0                                                                   | Slovacchia                                                              | Amichevole                                                              | -                                                                       | 84’                                                                     |
| 11-6-2008                                                               | Basilea                                                                 | Svizzera                                                                | 1 – 2                                                                   | Turchia                                                                 | Euro 2008 - 1º turno                                                    | -                                                                       | 76’                                                                     |
| 15-6-2008                                                               | Basilea                                                                 | Svizzera                                                                | 2 – 0                                                                   | Portogallo                                                              | Euro 2008 - 1º turno                                                    | -                                                                       | 86’                                                                     |
| Totale                                                                  |                                                                         | Presenze                                                                | 51                                                                      |                                                                         | Reti                                                                    | 4                                                                       |                                                                         |

## Palmarès

### Club

#### Competizioni nazionali
- Campionato svizzero: 3

Grasshoppers: 1997-1998, 2000-2001, 2002-2003